# Trachyandra arvensis
Trachyandra arvensis är en grästrädsväxtart som först beskrevs av Schinz, och fick sitt nu gällande namn av Anna Amelia Obermeyer. Trachyandra arvensis ingår i släktet Trachyandra och familjen grästrädsväxter. Inga underarter finns listade i Catalogue of Life.